# Martial Gayant
Martial Gayant (Chauny, 16 de novembre de 1962) va ser un ciclista francès, que fou professional entre 1982 i 1992. Durant la seva carrera professional destaca el triomf en una etapa del Tour de França i del Giro d'Itàlia. El 1986 guanyà la medalla de plata al Campionat del Món de ciclisme en ruta. Actualment és el director general de l'equip Française des Jeux.

## Palmarès
- 1981
  - 1r al Gran Premi de les Nacions amateur
- 1983
  - Campió de França de ciclo-cross
- 1984
  - Vencedor d'una etapa del Giro d'Itàlia
- 1985
  - 1r a la París-Camembert
  - 1r al Trofeu dels Escaladors
- 1986
  - Campió de França de ciclo-cross
  - 1r al GP Ouest France-Plouay
- 1987
  - Vencedor d'una etapa del Tour de França
  - Vencedor d'una etapa dels Quatre dies de Dunkerque
- 1989
  - 1r al Gran Premi de Fourmies
- 1990
  - 1r al Tour del Llemosí
  - Vencedor d'una etapa del Tour de l'Avenir

### Resultats al Tour de França
- 1985. Abandona (a etapa)
- 1987. 34è de la classificació general. Vencedor d'una etapa. Porta el mallot groc durant 2 etapes
- 1988. 71è de la classificació general
- 1989. 32è de la classificació general
- 1991. Abandona (a etapa)

### Resultats al Giro d'Itàlia
- 1984. 15è de la classificació general. Vencedor d'una etapa

### Resultats a la Volta a Espanya
- 1983. 25è de la classificació general